# Джексон, Габриэль
Габриэль Джексон (англ. Gabriel Jackson; 10 марта 1921, г. Маунт-Вернон (Нью-Йорк), США — 3 ноября 2019) — американский историк-испанист, журналист, ведущий специалист по истории Второй Испанской Республики и гражданской войны в Испании.

## Биография
Окончил факультет социологии Калифорнийского университета в Лос-Анджелесе. Интерес к истории Испании у Джексона возник в конце 1940-х годов, когда он впервые вступил в контакт с беженцами-республиканцами в Мексике. Сам стал жертвой маккартизма.
Подготовку с получению докторской степени прошёл в Гарварде и Стэнфордском университете. Защитил диссертацию в университете Тулузы.
С 1965 года — профессор в Университете Калифорнии. Почётный профессор Калифорнийского университета в Сан-Диего.
После выхода на пенсию, поселился в Барселоне (Испания).
Много лет сотрудничает с «El País».
В 2003 году за значительный вклад в изучение и распространение испанского языка и культуры был награждён премией Nebrija Prize, Университета Саламанки.
Автор многих историографических работ, а также трёх романов и автобиографии.

## Избранные публикации
- The Spanish Republic and the Civil War 1931-39 (1965)
- The Spanish Civil War: Domestic Crisis or international Conspiracy (1966)
- Historian’s Quest (1969)
- A Concise History of the Spanish Civil War (1974)
- Civilization & Barbarity in 20th Century Europe
- Fighting for Franco: International Volunteers in Nationalist Spain During the Spanish Civil War, 1936-39
- Making of Mediaeval Spain (Library of European Civilization)
- Introducción a la España medieval
- Aproximación a la España contemporánea (1898—1975)
- A pesar de lospesares
- Historia de un historiador, (книга воспоминаний, 2001),
- El difunto kapellmeister Mozart